# Claude Goasguen
Pour les articles homonymes, voir Goasguen.
Claude Goasguen, né le 12 mars 1945 à Toulon (Var) et mort le 28 mai 2020 à Issy-les-Moulineaux (Hauts-de-Seine), est un homme politique français.
Secrétaire général de l'UDF puis porte-parole de Démocratie libérale, il est ministre de la Réforme de l'État, de la Décentralisation et de la Citoyenneté dans le premier gouvernement Juppé, en 1995.
Sur le plan électif, il siège au Conseil de Paris de 1983 à 2020 et exerce le mandat de maire du 16e arrondissement de Paris de 2008 à 2017, année où il doit démissionner en raison de la réglementation sur le non-cumul des mandats. En effet, il est en parallèle député, une fonction qu'il exerce de 1993 à sa mort.

## Biographie

### Origines et études
Claude Goasguen est issu de l'importante communauté bretonne de Toulon. Il déménage à Paris durant son adolescence. 
Élève au lycée Henri-IV, il entre ensuite à la faculté de droit de l'université de Paris, qui deviendra après les événements de mai 68 l'université Paris-II Panthéon-Assas.
Il est notamment président en 1968 de la Corpo d'Assas, partisan de l'Algérie française, soutien de Jean-Louis Tixier-Vignancour (candidat d'extrême droite à l'élection présidentielle de 1965) et proche d'Alain Madelin, Hervé Novelli, Patrick Devedjian et Gérard Longuet. Ces derniers sont par ailleurs membres du mouvement d'extrême droite Occident,, « à la direction duquel, il était chargé, en 1967, avec Gérard Longuet et Jean-Jacques Guillet, de l'entrisme dans les syndicats » . 
Bien qu'il ait joué un rôle en 1966-1967 dans l'infiltration par Occident de l'Institut d'études politiques de Paris, il a toujours nié en avoir été membre, même s'il entretenait des liens manifestes avec cette organisation,,. Selon Nicolas Lebourg et Joseph Beauregard, Claude Goasguen a fait partie en 1971 du mouvement Ordre nouveau, à la rédaction du programme duquel il participa, sous la responsabilité d'Alain Robert et avec Hervé Novelli.

### Carrière universitaire
Diplômé d'études supérieures de droit en 1969 et docteur en droit en 1976 de l'université Panthéon-Assas Paris II, son domaine d'études était l'histoire du droit et notamment le droit romain.
De 1971 à 1976, Claude Goasguen est assistant à l'université Paris XIII, puis maître-assistant de 1976 à 1982. Maître de conférences de 1982 à 1986, il est doyen de la faculté de droit de 1982 à 1984.
En 1986, il rejoint le cabinet du ministre de l’Éducation nationale René Monory en tant que conseiller technique chargé des relations avec le monde de l’entreprise et de la formation professionnelle. Il milite en faveur de la reconnaissance des besoins éducatifs particuliers des enfants précoces. Une classe pilote est menée à l'école publique Las Planas, à Nice, sous la direction de Jean-Charles Terrassier, psychologue, spécialiste reconnu des enfants à haut potentiel.
Claude Goasguen est nommé inspecteur général de l'Éducation nationale en 1987 par René Monory. Il occupe le poste de recteur d'académie et de directeur du Centre national d'enseignement à distance du 2 décembre 1987, au 3 janvier 1991, puis est placé en service détaché afin d'exercer ses mandats électifs.
Admis à la retraite et radié des cadres en avril 2003, il est maître de conférences à HEC à partir de septembre 2003[réf. nécessaire].

### Parcours politique

#### Débuts

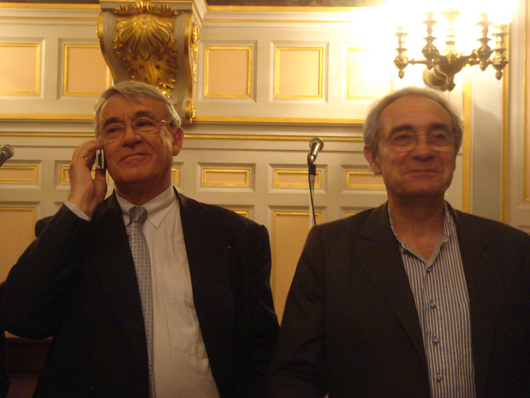
Claude Goasguen et Bernard Debré au soir du premier tour des élections législatives de 2007.

Claude Goasguen rejoint, avec son ami Alain Madelin, la Fédération nationale des républicains indépendants (FNRI) de Valéry Giscard d'Estaing, puis le Centre des démocrates sociaux (CDS) et l'Union pour la démocratie française (UDF).
Il tente en 1985-1986 deux parachutages, successivement en Eure-et-Loir en vue des élections législatives et dans les Ardennes en vue des élections régionales, mais renonce en raison de l’opposition de parlementaires,.
Il est secrétaire général de l'UDF et de Force démocrate de 1996 à 1998. Il rejoint ensuite Démocratie libérale, lors de sa scission de la « Nouvelle UDF » présidée par François Bayrou, et en est vice-président et porte-parole entre 1998 et 2002.
Après la défaite de la droite aux élections législatives anticipées de 1997, il appelle son camp à abandonner « l'anathème » et à « sortir de l'impasse de la diabolisation du FN ».
En 2002, il rejoint l'UMP lors de la fusion de DL avec celle-ci. Il y est notamment délégué général chargé des universités et de la recherche à partir de 2005. Il est également le président des Réformateurs de Paris, aile libérale de l'UMP.

#### Au niveau national
Claude Goasguen devient député UDF du 13e arrondissement de Paris en 1993 en remplacement de Jacques Toubon, dont il est le suppléant, à la suite de sa nomination dans le gouvernement d’Édouard Balladur. À l'Assemblée nationale, il est notamment membre de la Commission d’enquête parlementaire sur l’utilisation des fonds affectés à la formation professionnelle.
De mai à novembre 1995, il est ministre de la Réforme de l'État, de la Décentralisation et de la Citoyenneté dans le premier gouvernement d'Alain Juppé. Il réussit son parachutage dans la 14e circonscription de Paris (quartiers d'Auteuil et de La Muette, dans le 16e arrondissement), en étant élu député pour la période 1997-2002 dès le premier tour avec plus de 70 % des suffrages. Lors des élections législatives des 10 et 17 juin 2007, il est élu dès le premier tour avec 65,83 % des voix contre notamment 11,38 % à Wladimir d'Ormesson (MoDem), 10,93 % à Jean-Yves Mano (PS), par ailleurs adjoint au maire de Paris, et 2,57 % à Farid Smahi (Front national). Il fait partie du groupe UMP. Aux élections législatives de 2012, il est également réélu dès le premier tour, avec 58 % des voix, ce qui fait de lui le député de droite le mieux élu 2012 (4e au niveau national).
À l'occasion du congrès de l'Union pour un mouvement populaire de 2012, il soutient la candidature de Jean-François Copé face à François Fillon.
Il soutient Nicolas Sarkozy pour la primaire présidentielle des Républicains de 2016, remportée finalement par François Fillon et Maël de Calan pour le congrès des Républicains de 2017, scrutin lors duquel Laurent Wauquiez est élu le président du parti. Pour le congrès des Républicains de 2019, il soutient Julien Aubert.
Il devient membre de l'Observatoire de la laïcité en octobre 2017.

#### Élu à Paris

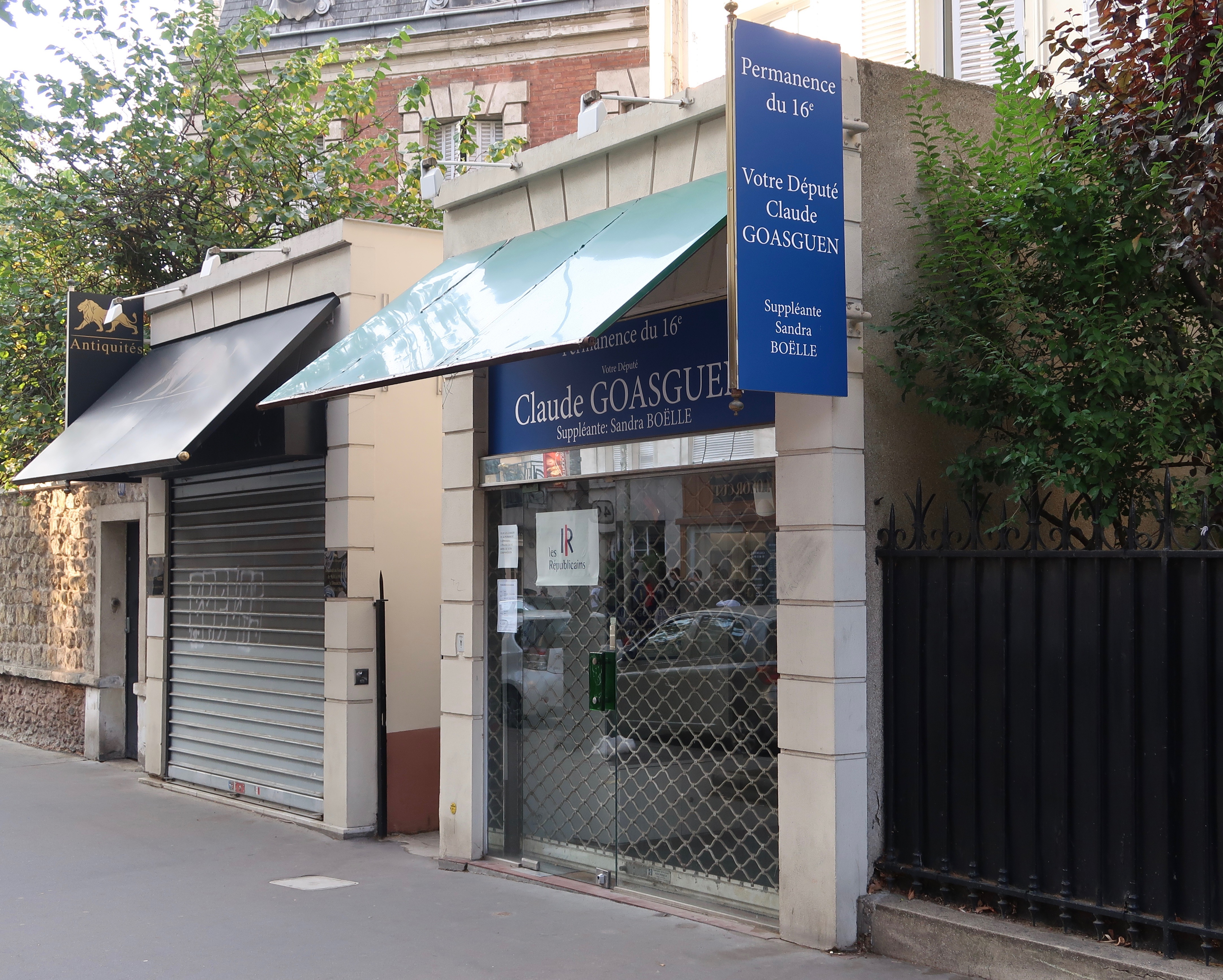
Permanence parlementaire de Claude Goasguen, 38 rue Molitor.

Claude Goasguen est élu conseiller de Paris en 1983 et exerce la fonction d’adjoint aux affaires étrangères du maire Jacques Chirac entre 1989 et 1995. Lors de la mandature suivante, de 1995 à 2001, il est adjoint de Jean Tiberi, chargé des affaires scolaires et universitaires.
Le 6 mars 1998, il participe aux côtés de Jacques Toubon à la création d'un groupe dissident au Conseil de Paris, baptisé P.A.R.I.S. (Paris-Audace-Renouveau-Initiative-Solidarité), regroupant un tiers des élus RPR-UDF, et visant à renverser le maire de Paris, Jean Tiberi. La tentative de putsch au sein de la majorité municipale échoue.
Il décide de ne pas se présenter pour être le candidat du RPR à la mairie de Paris aux municipales de 2001, qui voient s'opposer deux listes de droite menées par Philippe Séguin et Jean Tiberi. Après la défaite de la droite consécutive à ces dissensions, il est élu à l'unanimité président du groupe UMP au Conseil de Paris.
En tant que chef de l'opposition, il critique souvent et durement la politique du nouveau maire socialiste Bertrand Delanoë, s'en prenant par exemple à l'absence de projets de construction immobilière à Paris, parlant d'une « politique de la truelle à l'envers » ou  en critiquant la politique des transports menée par Denis Baupin, l'adjoint vert aux transports. Il considère comme dangereuses pour la circulation les nouvelles « banquettes » du mobilier parisien, estimant les couloirs de bus ainsi protégés néfastes pour la circulation et l'économie.
Claude Goasguen publie Allô Paris bobo chez Ramsay en 2006 afin de présenter son projet pour Paris dans le cadre des primaires UMP en vue des élections municipales de 2008 à Paris auxquelles il se présente face à Jean Tiberi, Françoise de Panafieu et Pierre Lellouche. Après avoir passé le premier tour de ces primaires en seconde position, il se retrouve en situation difficile face à la favorite des suffrages militants, Françoise de Panafieu. Préférant finalement se retirer, il déclare mettre l'union au-dessus de son objectif personnel. En réalité, il ne s'est retiré qu'après avoir appris que ses deux ex-rivaux, Pierre Lellouche et Jean Tiberi, soutenaient Françoise de Panafieu pour le second tour. Il fait donc contre mauvaise fortune, bon cœur en apparence, mais lorsque, en septembre 2006, Françoise de Panafieu, nouvelle cheffe de file de l'UMP parisienne et candidate au fauteuil de maire en 2008, lui succède en tant que présidente du groupe UMP au Conseil de Paris, il en devient le premier vice-président grâce à ce retrait préalable.
Lors des élections municipales de 2008, la liste qu'il mène dans 16e arrondissement de Paris recueille 51,71 % des suffrages au premier tour, très loin devant ses concurrents Jean-Yves Mano (PS, 17,08 %), David Alphand (divers droite, 13,22 %) et Jean Peyrelevade (MoDem, 8,64 %). Le 29 mars 2008, Claude Goasguen est élu maire du 16e arrondissement de Paris par le conseil d'arrondissement, après avoir écarté Pierre-Christian Taittinger, qui pensait conserver son siège.
Il est la tête de liste UMP-UDI-MoDem dans le 16e arrondissement pour les élections municipales de 2014 à Paris. Il est réélu maire.
Le 12 décembre 2014, Nicolas Sarkozy, élu président de l'UMP, le nomme secrétaire national de l'UMP au Grand Paris.
En 2016, il s'oppose à la création d'un centre pour SDF dans le bois de Boulogne par la mairie de Paris.
Dans l'entre-deux-tours de l'élection présidentielle de 2017 qui oppose Marine Le Pen à Emmanuel Macron, il annonce qu'il votera pour le candidat En marche !. Pour respecter la loi sur le cumul des mandats, il déclare également qu'il est candidat à sa succession aux élections législatives, quittant de fait son mandat de maire du 16e arrondissement.
Candidat à sa réélection lors des élections législatives de 2017, il l'emporte à l'issue du second tour contre la candidate de La République en marche (LREM). Il l'emporte après avoir été mis en ballottage défavorable au premier tour. Ne pouvant rester maire du 16e arrondissement, il présente sa candidate à la mairie, Danièle Giazzi, contre l'avis d'une partie de l'équipe municipale[réf. nécessaire]. Elle est élue en juillet 2017.
En vue des élections municipales de 2020 à Paris, il se dit en mai 2019 favorable à une alliance entre son parti et LREM dans l'objectif de « battre Anne Hidalgo ». Finalement, en octobre de la même année, il apporte son soutien à Rachida Dati (LR) et en devient le conseiller politique, tandis que les deux grands partis de l'opposition présentent des listes concurrentes dans tous les arrondissements. Désavouant Danièle Giazzi, qui lui a succédé à la mairie du 16e arrondissement, Claude Goasguen, qui « dirige toujours les rênes de la vie politique de l’arrondissement » selon Libération, soutient face à elle l'investiture de Francis Szpiner comme candidat LR, tout en demeurant-lui même à la tête de cette même liste. La liste de ce dernier frôle la victoire au premier tour des élections municipales et l’emporte au second avec 76 % des voix.

### Mort

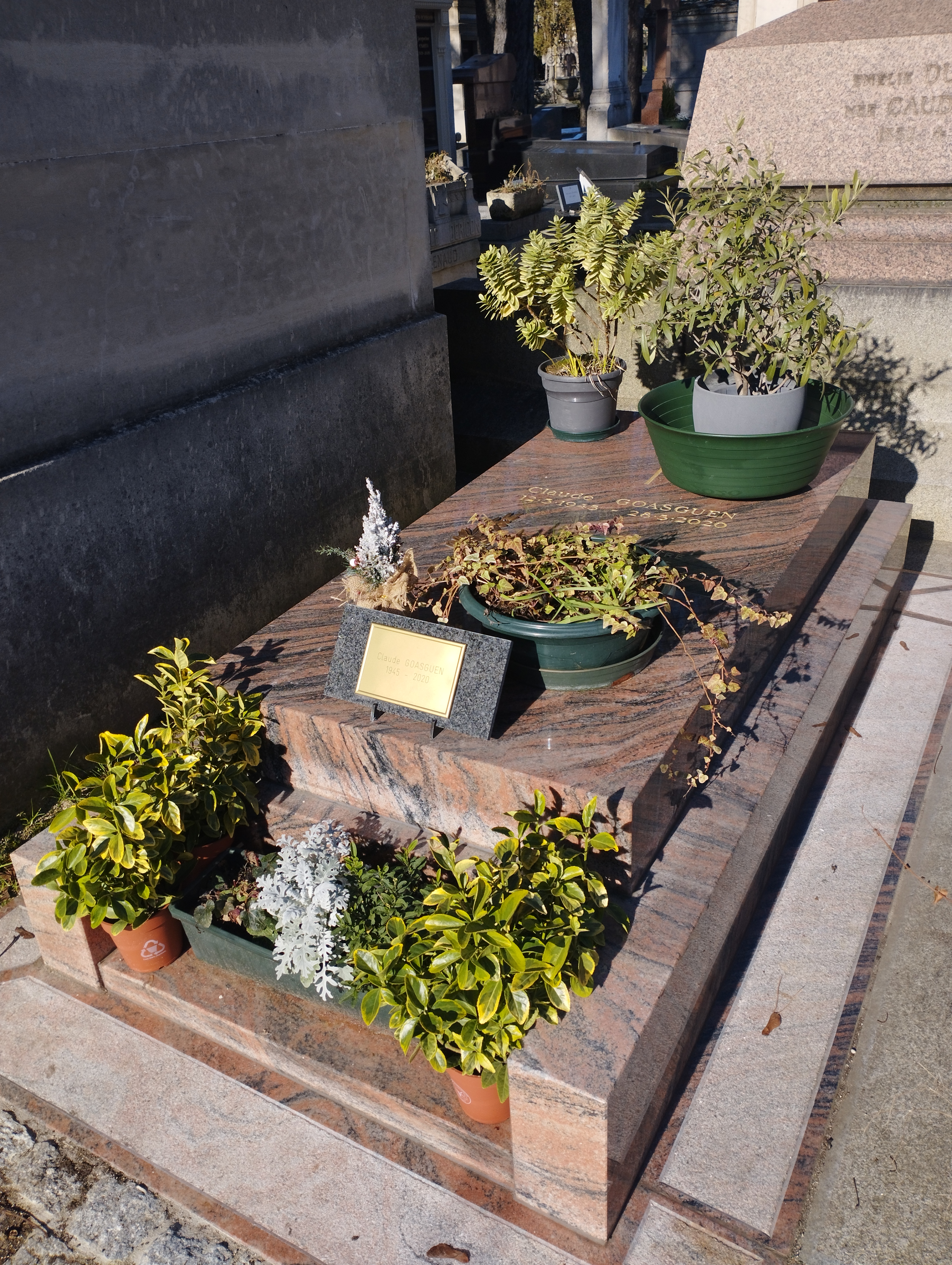
Tombe de Claude Goasguen au cimetière de Passy (division 3).

Atteint de la Covid-19, il est hospitalisé le 24 mars 2020, puis placé en coma artificiel. Il meurt le 28 mai d’un arrêt cardiaque alors qu'il se remettait de la maladie à l'hôpital Corentin-Celton d'Issy-les-Moulineaux. Il est inhumé au cimetière de Passy, dans le quartier de la Muette (3e division).
En 2021, une place Claude-Goasguen est inaugurée dans l'arrondissement dont il fut le député-maire.

### Vie privée
Remarié à Camille Fiévet ,, le 12 juin 1976, Claude Goasguen est père de deux fils : Gilles et Olivier (né d'un premier mariage),.

## Positionnement politique

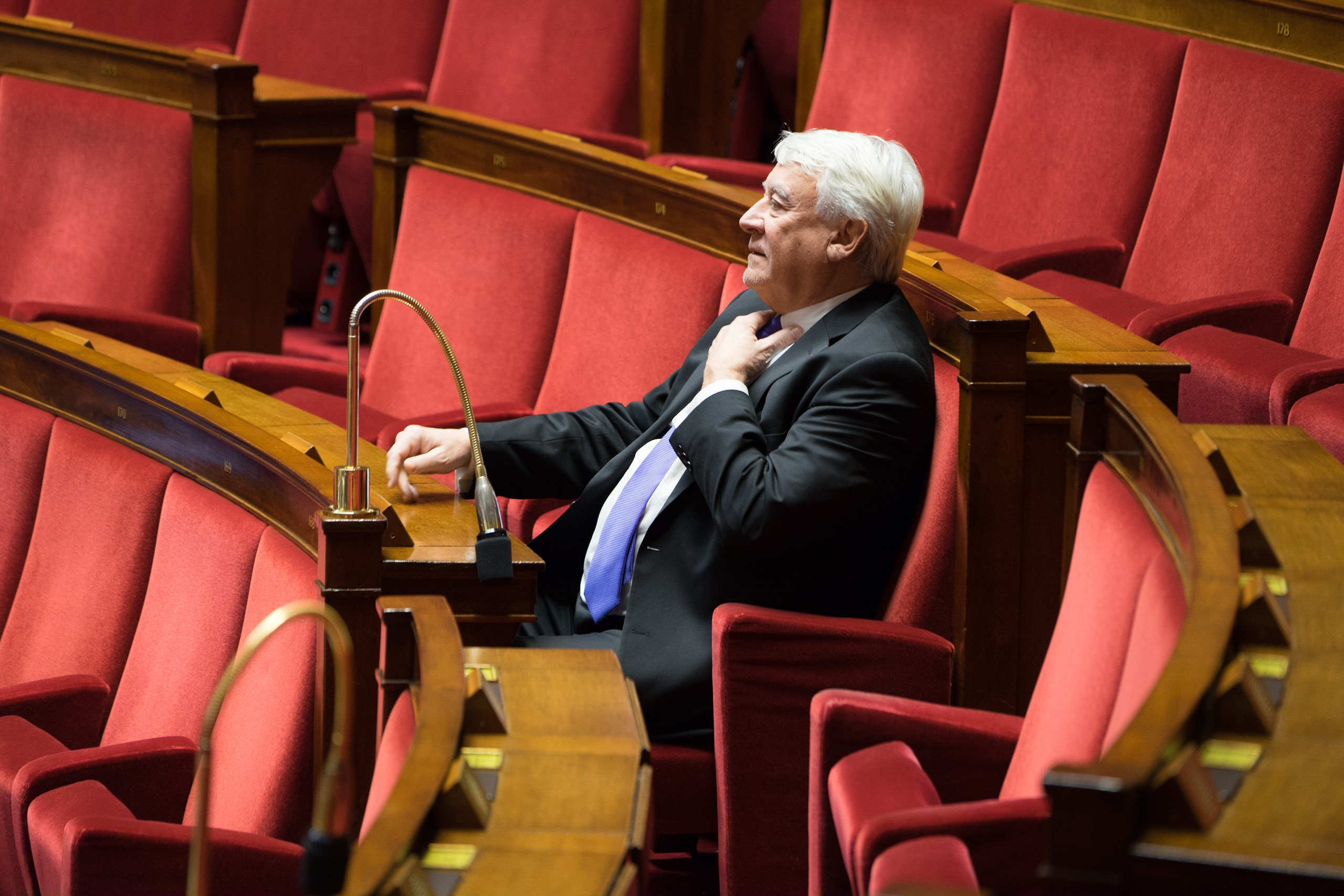
Claude Goasguen à l'Assemblée nationale en 2016.

Claude Goasguen est partisan d'une droite « décomplexée » prônant libéralisme économique et atlantisme. Ancien porte-parole de Démocratie Libérale, Claude Goasguen est souvent présenté comme l'un des libéraux de l'UMP.

### Fiscalité
Claude Goasguen veut sortir la résidence principale de l'assiette d'imposition à l'impôt de solidarité sur la fortune et a milité pour l'extension du champ des donations partages entre grands-parents et petits-enfants.
Il se déclare favorable à un crédit d'impôt pour les acheteurs de véhicule propre.

### Relations internationales

#### Soutien à Poutine
En juillet 2014, Claude Goasguen accompagne 13 autres parlementaires français qui se rendent à Moscou pour exprimer leur soutien aux dirigeants russes à la suite de l'annexion de la Crimée par la Russie. À cette occasion, il s'oppose également à l'annulation de la livraison de deux navires Mistral à la Russie. La politique de Vladimir Poutine est alors largement condamnée en Occident. 
En décembre 2015, il participe à un nouveau voyage avec 16 autres parlementaires français emmenés par Thierry Mariani à Moscou. Ce voyage reçoit un avis défavorable du déontologue et du président de l'Assemblée nationale, Claude Bartolone.

#### Soutien à Israël
Devenu président du groupe parlementaire d'amitié France-Israël en octobre 2007 après en avoir été longtemps vice-président, vice-président du groupe Association France-Israël, il soutient la politique de l'État d'Israël. Il a exprimé son soutien de la politique de retrait unilatéral d'Ariel Sharon, puis d'Ehud Olmert en 2005. En décembre 2008, il compte parmi les quelques hommes politiques à manifester publiquement leur soutien à l'opération israélienne contre le Hamas dans la bande de Gaza. Il dénonce la participation de la France à la conférence de « Durban 2 ». Il se mobilise pour Gilad Shalit ou encore pour l'inscription du Hezbollah sur la liste des organisations terroristes de l'Union européenne.
Il est également sensible à la question de l'antisémitisme. En 2005, lors de la crise internationale des caricatures de Mahomet, il dénonce l'organisation « scandaleuse » du concours de caricatures sur l'Holocauste et parle d'« une démarche profondément agressive et belliciste » de l'Iran.
En mars 2008, lors du rassemblement d'un millier de personnes à Paris pour protester contre l'attentat de la yeshiva Merkaz Harav, à Jérusalem, qui avait tué huit élèves, il dénonce, au nom des 111 parlementaires du groupe d'amitié France-Israël, les agressions d'un « peuple sauvage de terroristes épouvantables ». Claude Goasguen précise à Rue89 n'avoir jamais évoqué les Palestiniens par ses propos, mais parlé du « peuple de terroristes, de ceux qui tirent sur Sdérot ».
En septembre 2011, avec 107 parlementaires français, il se déclare opposé à la reconnaissance d'un État palestinien par l'ONU.

#### Amérique latine
Militant du groupe d’extrême droite Occident dans sa jeunesse, il faisait partie de la frange la plus américanophile de cette organisation, qui avait, à l'époque, témoigné une bienveillance à l'égard de la prise de pouvoir du général Pinochet au Chili, avec le soutien de la CIA. En 2017, il dresse un parallèle entre les événements au Venezuela et ceux au Chili 40 ans plus tôt, notamment au sujet de l’implication de la CIA dans la déstabilisation des deux gouvernements. Toutefois, selon Le Figaro, il ne s'agit pas pour lui de condamner l'ingérence des États-Unis mais au contraire de regretter que l'Union européenne n'adopte pas une posture aussi offensive.

### Sujets de société
Claude Goasguen est hostile au droit de vote des étrangers aux élections locales, estimant qu'il est indispensable de lier nationalité et citoyenneté. Il est par ailleurs partisan d'une immigration maîtrisée et choisie.
Il se prononce contre l'adoption d'enfants par les couples homosexuels, estimant qu'il est dans l'intérêt psychologique de l'enfant de permettre son inscription dans une filiation hétérosexuelle.
Il est l'auteur de la proposition de loi relative à la prévention des violences lors des manifestations sportives. Votée et promulguée en 2006, elle a notamment créé la Commission nationale consultative de prévention des violences lors des manifestations sportives, qui permet la dissolution d'associations sportives. 
Il est aussi l'auteur d'un rapport sur la réforme de l'aide médicale d'État (AME) établi au nom du Comité d'évaluation et de contrôle de l'Assemblée nationale.[pertinence contestée]

### Paris
Dans le programme qu'il a défendu dans le cadre des primaires, il réclamait plus de logements sociaux. Il préconisait également une politique volontariste en matière de lutte contre la pollution, avec l'utilisation de véhicules écologiques pour la ville, les transports en commun et les taxis, et la création d'un laboratoire de recherche de niveau international dans le domaine des pollutions urbaines.
En parallèle avec ce volet social, il préconisait une politique de relance économique, déplorant le déplacement des sièges sociaux de grandes entreprises de l'autre côté du périphérique et déclarant que le maire de Paris du XXIe siècle se devra d'être « un manager », en concurrence avec les maires des autres grandes villes du monde pour attirer l'activité économique sur Paris. Il préconisait notamment une politique ambitieuse dans le domaine de l'innovation, avec la combinaison de la recherche universitaire et des PME innovantes selon le modèle suédois des clusters ou américain du Small Business Act au sein d'un « MIT européen » dont le campus serait construit sur le terrain des Batignolles, mais également une politique d'encouragement des services à la personne, et d'économie touristique plus efficace.
En 2006, il milite pour la sauvegarde du parc Sainte-Périne dans sa circonscription du quartier d'Auteuil, en s'opposant à un projet de construction de logements sociaux mené par la ville de Paris ou encore pour la reconstruction de la piscine Molitor.
Le 21 janvier 2016, il est élu conseiller métropolitain délégué de la métropole du Grand Paris.

## Détail des mandats
- 14 mars 1983 - 19 mars 1989 : membre du Conseil de Paris, élu du 14e arrondissement
- 17 mars 1986 - 7 mai 1993 : membre du conseil régional d'Île-de-France
- 20 mars 1989 - 18 mars 2001 : adjoint au maire de Paris
- 2 mai 1993 - 18 juin 1995 : député de la 10e circonscription de Paris
- 18 mai 1995 - 7 novembre 1995 : ministre de la Réforme de l'État, de la Décentralisation et de la Citoyenneté
- 29 mars 2008 - 11 juillet 2017 : maire du 16e arrondissement de Paris
- 19 juin 1995 - 28 mai 2020 : membre du Conseil de Paris
- 1er juin 1997 - 28 mai 2020 : député de la 14e circonscription, puis de la nouvelle 14e circonscription de Paris

## Décorations
- Chevalier de la Légion d'honneur (1996)[57].
- Chevalier de l'ordre national du Mérite[réf. souhaitée].
- Chevalier de l'ordre des Palmes académiques[réf. souhaitée].